# 三型矛蚌
三型矛蚌（学名：Lanceolaria triformis）为蚌科矛蚌属的动物，俗名盐条子，是中国的特有物种。分布于江西、湖南等地，多见于泥沙底的河流内。